# Malcolm Frager
Malcolm Frager (15 de enero de 1935 — 20 de junio de 1991) fue un pianista norteamericano.

## Vida y carrera
Frager nació en San Luis, Misuri y estudió con Carl Friedberg en Nueva York de 1949 hasta su muerte en 1955. En 1957 se gradúa cum laude y Phi Beta Kappa en la Universidad de Columbia con un máster en ruso. Gana la Competición de Piano de Ginebra (1955), el Premio Conmemorativo Michaels en Chicago (1956), la Leventritt Competition en Nueva York (1959) y el Concurso Musical Internacional Reina Elisabeth en Bruselas (1960).
Hace su debut en el Carnegie Hall en noviembre de 1960, interpretando la Sonata para piano n.º 6 de Prokófiev.
La grabación de debut, nominado a un Grammy, con RCA Victor incluía el Concierto para Piano n.º 2 de Prokófiev, Op. 16 y la Sonata n.º 35 de Haydn. Posteriormente graba música de Mozart, Haydn, Chopin, Schumann, Beethoven, Brahms y Prokófiev. Dentro de un repertorio menos frecuente, Frager programó frecuentemente los dos conciertos de piano y las obras de piano solo de Carl Maria von Weber, así como las composiciones de teclado de C. P. E. Bach.
Su biblioteca personal está albergada en la Sibley Library Special Collections, en la Escuela de Música Eastman, en Rochester, Nueva York. Su descubrimiento de manuscritos incluye una versión de la Fantasia que más tarde se convirtió en el primer movimiento del Concierto de Piano de Schumann. Él la estrenó con la Orquesta de Sinfónica de Boston bajo la dirección de Erich Leinsdorf en el Festival de Tanglewood, en agosto de 1968. También desenterró e interpretó la versión original del Concierto para Piano n.º 1 de Chaikovski, la cual Nikolái Rubinstein había criticado tan inmerecidamente que causó que el compositor retirara la dedicación de la obra que le había hecho. En 1978 Frager visitó la Biblioteca Jagielloniana en Cracovia, Polonia donde persuadió a los bibliotecarios para hacer disponibles un conjunto de más de mil manuscritos originales que se creían perdidos desde la Segunda Guerra Mundial. La colección incluye piezas de Bach, Beethoven, Schumann y Mozart. En 1987 Frager recibió el Golden Mozart Pin de la International Mozart Foundation en Salzburgo.
Murió en Pittsfield, Massachusetts el 20 de junio de 1991.  Su familia declinó declarar la causa de muerte, pero informó que estuvo enfermo alrededor de un año.